# Barqueta-Brücke
Die Barqueta-Brücke (span.: Puente de la Barqueta) ist eine Stabbogenbrücke, die den Guadalquivir in Sevilla in Spanien überspannt.
Die vierstreifige Straßenbrücke wurde zur Expo 1992 von den spanischen Ingenieuren Juan José Arenas und Marcos J. Pantaleón Prieto entworfen und projektiert.

## Konstruktion
Die Hauptbrücke des 214 m langen Brückenzuges ist eine Stabbogenbrücke mit 168 m Stützweite. Der 27,8 m hohe und 2,7 m breite Bogen ist in der Brückenmittelebene angeordnet und spreizt sich an seinen Enden auf eine Länge von 30 m in dreieckförmige Portalrahmen. Am Bogen sind 17 Hänger im Abstand von 6,75 m angeordnet, deren Neigungen variieren. Sie stützen den Kastenträger der Fahrbahntafel in einem Abstand von 8,5 m.  Der stählerne Kastenträger besitzt bei einer Höhe von 2,4 m einen trapezförmigen Querschnitt mit einer orthotropen Fahrbahntafel. Diese war bei Fertigstellung 16 m breit, kann aber nachträglich beidseitig um jeweils 2,5 m verbreitert werden.

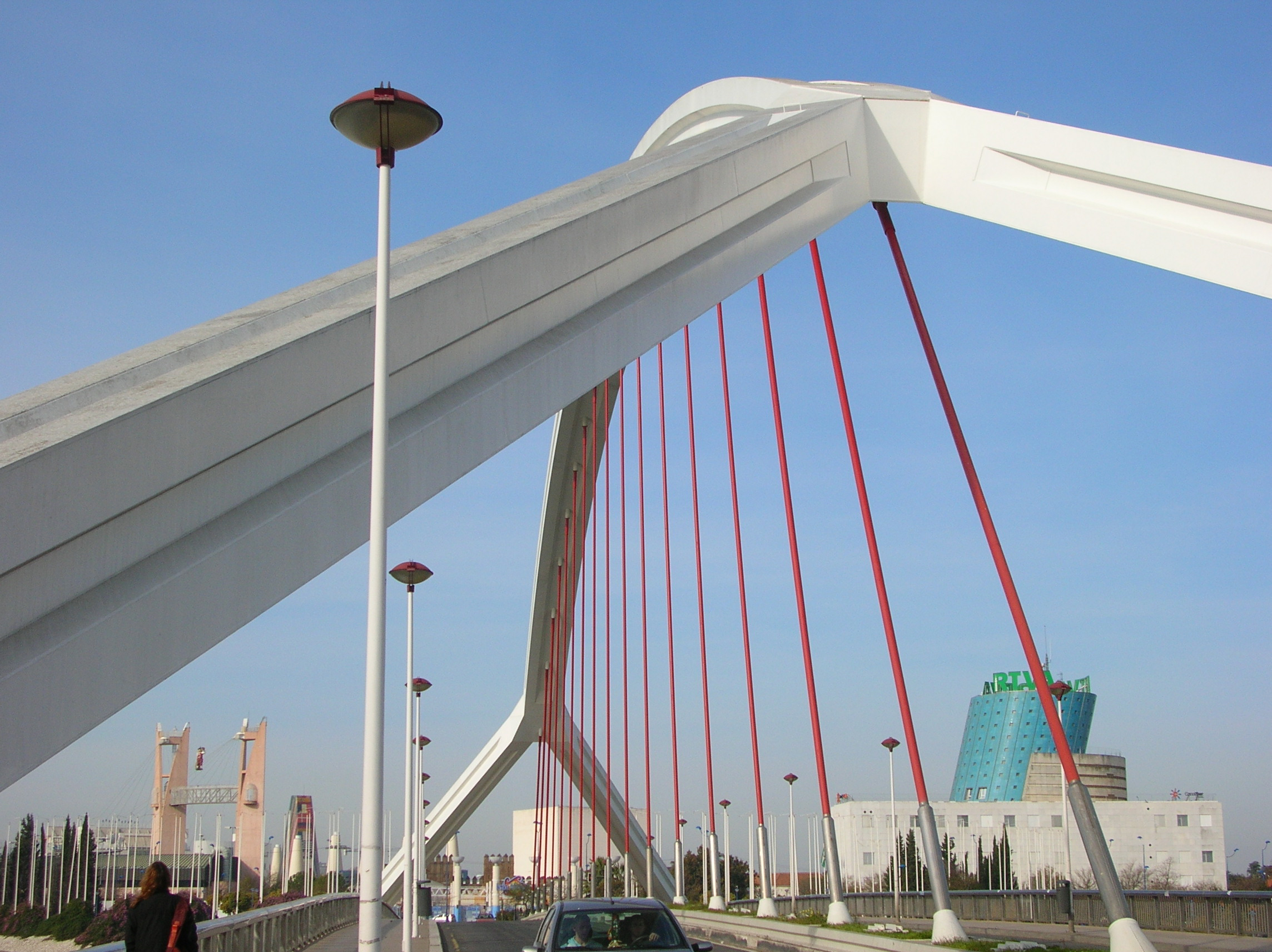
Portalrahmen
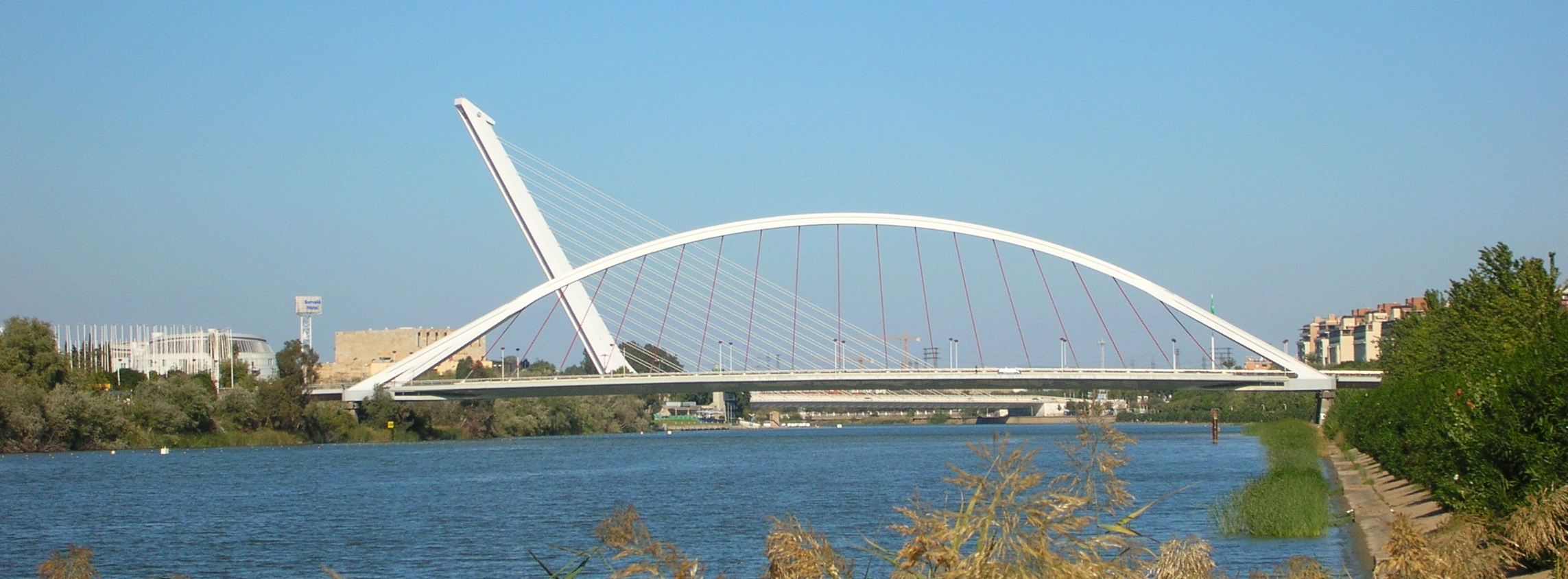
Barqueta-Brücke, im Hintergrund Alamillo-Brücke